# Tadeusz Rakoczy
Tadeusz Jan Rakoczy (Gilowice, 30 marzo 1938) è un vescovo cattolico polacco, dal 16 novembre 2013 vescovo emerito di Bielsko-Żywiec.

## Biografia
Tadeusz Rakoczy è nato a Gilowice, un villaggio del distretto di Żywiec, il 30 marzo 1938.

### Formazione e ministero sacerdotale
Nel 1956 si è diplomato al liceo "Niccolò Copernico" di Żywiec. Per un anno ha lavorato come dipendente dell'Unione industriale delle costruzioni di Bielsko.
Dal 1957 al 1963 ha studiato al seminario maggiore di Cracovia. Durante il periodo in seminario è stato anche preside dei chierici. Ha completato gli studi con la laurea in teologia biblica.
Il 23 giugno 1963 è stato ordinato presbitero per l'arcidiocesi di Cracovia nella cattedrale del Wawel da monsignor Karol Józef Wojtyła, vicario capitolare dell'arcidiocesi. In seguito è stato vicario parrocchiale della parrocchia della Presentazione della Beata Vergine Maria a Wadowice e cappellano di un ospedale locale dal 1963 al 1964. Nel 1964 ha preso residenza nel seminario di Cracovia per proseguire gli studi. Nel 1967 è stato nominato prefetto del seminario. Nel 1970 è stato inviato a Roma per studi. Ha frequentato la Pontificia Università Gregoriana e il Pontificio Istituto Biblico dove ha conseguito la licenza in scienze bibliche. Si è recato diverse volte in Francia e ha svolto il ministero pastorale tra la diaspora polacca locale. Dal 1976 al 1978 ha prestato servizio in una parrocchia di Roma.
Nel 1978 è entrato in servizio presso la Segretario di Stato della Santa Sede. Insieme a don Józef Kowalczyk ha organizzato la sezione polacca divenendone poi officiale. Contemporaneamente è stato delegato del metropolita di Cracovia nel consiglio di amministrazione della Fondazione Giovanni Paolo II. Ha inoltre preso parte a molti viaggi apostolici all'estero del pontefice.
Nel 1979 è stato nominato cappellano di Sua Santità e il 24 dicembre 1987 prelato d'onore di Sua Santità.

### Ministero episcopale
Il 25 marzo 1992 papa Giovanni Paolo II lo ha nominato primo vescovo della nuova diocesi di Bielsko-Żywiec. Ha ricevuto l'ordinazione episcopale il 26 aprile successivo nella basilica di San Pietro in Vaticano dallo stesso pontefice, co-consacranti i cardinali Franciszek Macharski, arcivescovo metropolita di Cracovia, e Angelo Sodano, segretario di Stato di Sua Santità. Come motto ha scelto l'espressione "In aedificationem Corporis Christi", tratta Lettera agli Efesini. Ha preso possesso della diocesi il 30 maggio successivo con una cerimonia nella concattedrale della Natività della Beata Vergine Maria a Żywiec.
Nel 1994 ha fondato l'Istituto teologico "Giovanni Canzio" a Bielsko-Biała. Nel maggio dell'anno successivo ha accolto in diocesi il pontefice.
Nel dicembre del 2005 e nel febbraio del 2014 ha compiuto la visita ad limina.
Il 16 novembre 2013 papa Francesco ha accettato la sua rinuncia al governo pastorale della diocesi per raggiunti limiti di età. Ha continuato a reggere la diocesi come amministratore apostolico fino al 6 gennaio 2014, giorno dell'ordinazione e della presa di possesso del suo successore.
Nel luglio del 2020 è stato accusato dai media di non aver intrapreso le azioni richieste dopo aver ricevuto una segnalazione da un uomo che affermava di essere stato molestato quando era chierichetto da un prete a lui sottoposto quando guidava la diocesi. Monsignor Marek Jędraszewski, arcivescovo metropolita di Cracovia, è stato incaricato di svolgere un'indagine per chiarire la questione. Il 28 maggio 2021 l'arcidiocesi di Cracovia ha annunciato che ai sensi del motu proprio Vos estis lux mundi la Santa Sede gli aveva imposto il divieto di partecipare a celebrazioni e riunioni pubbliche, ordinato di condurre una vita in spirito di penitenza e preghiera, vietato di partecipare alle riunioni plenarie della Conferenza episcopale polacca e chiesto di effettuare una donazione a favore della Fondazione "San Giuseppe", istituita dalla Conferenza episcopale polacca per prevenire gli abusi sessuali nella Chiesa cattolica.
Il 21 aprile 2017 è stato insignito della croce di commendatore dell'Ordine della Polonia Restituta.
Nel 2018 è stato insignito del distintivo d'onore Primus in Agendo, una decorazione conferita dal ministro del lavoro, della sicurezza sociale e delle questioni familiari.
Ha ricevuto la cittadinanza onoraria di Oświęcim nel 2007  e di Kęty nel 2012.
Nel 2009 è stato insignito del dottorato honoris causa dall'Accademia tecnico-umanistica di Bielsko-Biała.

## Genealogia episcopale
La genealogia episcopale è:
- Cardinale Scipione Rebiba
- Cardinale Giulio Antonio Santori
- Cardinale Girolamo Bernerio, O.P.
- Arcivescovo Galeazzo Sanvitale
- Cardinale Ludovico Ludovisi
- Cardinale Luigi Caetani
- Cardinale Ulderico Carpegna
- Cardinale Paluzzo Paluzzi Altieri degli Albertoni
- Papa Benedetto XIII
- Papa Benedetto XIV
- Papa Clemente XIII
- Cardinale Enrico Benedetto Stuart
- Papa Leone XII
- Cardinale Chiarissimo Falconieri Mellini
- Cardinale Camillo Di Pietro
- Cardinale Mieczysław Halka Ledóchowski
- Cardinale Jan Maurycy Paweł Puzyna de Kosielsko
- Arcivescovo Józef Bilczewski
- Arcivescovo Bolesław Twardowski
- Arcivescovo Eugeniusz Baziak
- Papa Giovanni Paolo II
- Vescovo Tadeusz Rakoczy